# (316020) Linshuhow
(316020) Linshuhow est un astéroïde de la ceinture principale.

## Description
(316020) Linshuhow est un astéroïde de la ceinture principale. Il fut découvert le 21 mars 2009 à l'observatoire de Lulin par Yuan-Sheng Tsai et Chen Tao. Il présente une orbite caractérisée par un demi-grand axe de 2,28 UA, une excentricité de 0,19 et une inclinaison de 1,5° par rapport à l'écliptique.
Il est nommé d'après le joueur de basketball  américain Jeremy Lin.

## Compléments